# Campeonato Europeo de Baloncesto Femenino Sub-20 de 2023
El Campeonato Europeo Sub-20 de Baloncesto Femenino de 2023 fue la vigésima edición del campeonato europeo de baloncesto para selecciones nacionales femeninas sub-20. El campeonato se jugó en Klaipėda y Vilnius, Lituania, del 29 de julio al 6 de agosto de 2023, con 16 selecciones participantes. La selección femenina de baloncesto Francia Sub-20 ganó el torneo, obteniendo su cuarto título. 

## Equipos participantes
Tras el descenso en la edición anterior de Países Bajos,  Bulgaria e Irlanda, ascendieron Montenegro, como ganadora de la División B del Campeonato Europeo de Baloncesto Femenino Sub-20 de 2022, Turquía, como subcampeona de la misma, e Israel, como la tercera clasificada.
- Bélgica
- España
- Finlandia
- Francia
- Hungría
- Israel(3º)
- Italia
- Letonia
- Lituania
- Montenegro(1º)
- Polonia
- Portugal
- República Checa
- Serbia
- Suecia
- Turquía(2º)

## Organización

### Sedes
| Vilnius Klaipėda |                  |
| Vilnius          | Klaipėda         |
| Jeep Arena       | Švyturio Arena   |
| Capacidad: 2 500 | Capacidad: 6 020 |
|                  |                  |

### Sorteo de grupos
El sorteo de la primera ronda se celebró el 14 de febrero de 2023 en Freising, Alemania.  Los grupos quedaron distribuidos de la siguiente forma:
| Grupo A                                | Grupo B                                | Grupo C                          | Grupo D                        |
| -------------------------------------- | -------------------------------------- | -------------------------------- | ------------------------------ |
| Israel República Checa Serbia Portugal | Finlandia Francia Hungría Lituania (H) | España Montenegro Polonia Suecia | Bélgica Italia Letonia Turquía |

### Formato
Fase de grupos
En la primera ronda, los equipos se dividieron en cuatro grupos de cuatro equipos cada uno. Todos los equipos avanzan a los playoffs.
Playoffs
Los equipos se enfrentan entre sí (A1-B4, A2-B3, A3-B2 y A4-B1 y C1-D4, C2-D3, C3-D2 y C4-D1). Los ganadores de cada enfrentamiento pasan a cuartos de final, y los perdedores, al cuadro por el 9.º-16.º lugar. En cuartos de final, los ganadores avanzan a semifinales, y los perdedores, al cuadro por el 5.º-8.º puesto.

## Fase de grupos
Todos los horarios corresponden al huso horario local (hora de verano de Europa del Este – UTC+3).

### Grupo A
| Pos. | Equipo          | PJ | G | P | PF  | PC  | DP  | Pts |
| ---- | --------------- | -- | - | - | --- | --- | --- | --- |
| 1    | Serbia          | 3  | 2 | 1 | 211 | 222 | −11 | 5   |
| 2    | Israel          | 3  | 2 | 1 | 225 | 220 | +5  | 5   |
| 3    | Portugal        | 3  | 1 | 2 | 216 | 226 | −10 | 4   |
| 4    | República Checa | 3  | 1 | 2 | 234 | 218 | +16 | 4   |

 Fuente: FIBA
Notas:
1. 1 2  Israel 70-73 Serbia
2. 1 2  Portugal 83-68 República Checa

Jornada 1
| 29 de julio | Portugal                                                             | 83–68                                 | República Checa                                                       | Klaipėda                                                                                                   |  |
| 13:00       | Parciales: 21-19, 21-11, 20-21, 21-17                                | Parciales: 21-19, 21-11, 20-21, 21-17 | Parciales: 21-19, 21-11, 20-21, 21-17                                 | |  |
|             | Estadísticas Barreto 23 Azulay 8 Vieira, Falcão 5 Barreto, Azulay 17 | Reporte Pts Reb Asts Val              | Estadísticas 15 Hibalová, Vydrová 11 Svatoňová 5 Hauserová 16 Vydrová | Pabellón: Švyturio Arena Asistencia: 35 espectadores Árbitros: Cisil Güngör Ewa Matuszewska Anna Belousova |  |

| 29 de julio | Israel                                          | 70–73                                 | Serbia                                                 | Klaipėda |  |
| 15:30       | Parciales: 20-16, 17-14, 20-18, 13-25           | Parciales: 20-16, 17-14, 20-18, 13-25 | Parciales: 20-16, 17-14, 20-18, 13-25                  | |  |
|             | Estadísticas Karsh 20 Singer 9 Karsh 6 Karsh 20 | Reporte Pts Reb Asts Val              | Estadísticas 18 Rosic 18 Zečević 6 A. Matić 25 Zečević | Pabellón: Švyturio Arena Asistencia: 56 espectadores Árbitros: Ariadna Chueca Martin Van Hoye Sandra Sánchez González |  |

Jornada 2
| 30 de julio | Serbia                                                      | 77–59                                | Portugal                                              | Klaipėda                                                                                                  |  |
| 13:00       | Parciales: 15-21, 20-17, 24-6, 18-15                        | Parciales: 15-21, 20-17, 24-6, 18-15 | Parciales: 15-21, 20-17, 24-6, 18-15                  | |  |
|             | Estadísticas Zečević 15 Spasovski 12 Marcetic 11 Zečević 22 | Reporte Pts Reb Asts Val             | Estadísticas 12 Azulay 9 Azulay 4 Barreiros 20 Azulay | Pabellón: Švyturio Arena Asistencia: 26 espectadores Árbitros: Silvia Marziali Ali Sakaci Claudia Ferrara |  |

| 30 de julio | República Checa                                         | 73–74                                 | Israel                                                 | Klaipėda |  |
| 20:30       | Parciales: 14-18, 31-21, 12-13, 16-22                   | Parciales: 14-18, 31-21, 12-13, 16-22 | Parciales: 14-18, 31-21, 12-13, 16-22                  | |  |
|             | Estadísticas Hynková 12 Vydrová 10 Vydrová 6 Vydrová 22 | Reporte Pts Reb Asts Val              | Estadísticas 17 Karsh 7 Ettinger 10 Singer 22 Ettinger | Pabellón: Švyturio Arena Asistencia: 97 espectadores Árbitros: Suzana Vujicic Josip Mikulić Blazo Begenisic |  |

Jornada 3
| 1 de agosto | Portugal                                                          | 74–81                                 | Israel                                                       | Klaipėda |  |
| 15:30       | Parciales: 11-17, 19-19, 12-23, 32-22                             | Parciales: 11-17, 19-19, 12-23, 32-22 | Parciales: 11-17, 19-19, 12-23, 32-22                        | |  |
|             | Estadísticas Bettencourt 19 Azulay 7 Bettencourt 6 Bettencourt 24 | Reporte Pts Reb Asts Val              | Estadísticas 17 Dahan Sujic 8 Terner 8 Singer 21 Dahan Sujic | Pabellón: Švyturio Arena Asistencia: 93 espectadores Árbitros: Ariadna Chueca Josip Mikulić Ewa Matuszewska |  |

| 1 de agosto | Serbia                                                     | 61–93                                 | República Checa                                                          | Klaipėda |  |
| 20:30       | Parciales: 13-28, 18-21, 13-26, 17-18                      | Parciales: 13-28, 18-21, 13-26, 17-18 | Parciales: 13-28, 18-21, 13-26, 17-18                                    | |  |
|             | Estadísticas Marojević 14 Marojević 8 Matić 4 Marojević 15 | Reporte Pts Reb Asts Val              | Estadísticas 18 Kubíčková 12 Svatoňová 7 Hauserová, Ceralová 23 Ceralová | Pabellón: Švyturio Arena Asistencia: 66 espectadores Árbitros: Cisil Güngör Martin Van Hoye Claudia Ferrara |  |

### Grupo B
| Pos. | Equipo    | PJ | G | P | PF  | PC  | DP   | Pts |
| ---- | --------- | -- | - | - | --- | --- | ---- | --- |
| 1    | Francia   | 3  | 3 | 0 | 235 | 145 | +90  | 6   |
| 2    | Hungría   | 3  | 2 | 1 | 202 | 179 | +23  | 5   |
| 3    | Finlandia | 3  | 1 | 2 | 206 | 203 | +3   | 4   |
| 4    | Lituania  | 3  | 0 | 3 | 118 | 234 | −116 | 3   |

 Fuente: FIBA
Jornada 1
| 29 de julio | Lituania                                                                              | 34–72                              | Hungría                                               | Klaipėda                                                                                                |  |
| 18:00       | Parciales: 7-27, 10-16, 9-15, 8-14                                                    | Parciales: 7-27, 10-16, 9-15, 8-14 | Parciales: 7-27, 10-16, 9-15, 8-14                    | |  |
|             | Estadísticas Zdanevičiūtė 11 Čižauskaitė 9 Čižauskaitė, Zdanevičiūtė 2 Čižauskaitė 12 | Reporte Pts Reb Asts Val           | Estadísticas 10 Horváth 6 Telegdy 5 Miklós 15 Horváth | Pabellón: Švyturio Arena Asistencia: 290 espectadores Árbitros: Ali Sakaci Suzana Vujicic Josip Mikulić |  |

| 29 de julio | Finlandia                                                  | 55–79                                | Francia                                                      | Klaipėda |  |
| 20:30       | Parciales: 9-18, 12-27, 23-17, 11-17                       | Parciales: 9-18, 12-27, 23-17, 11-17 | Parciales: 9-18, 12-27, 23-17, 11-17                         | |  |
|             | Estadísticas Aarnisalo 19 Sandvik 6 Kanerva 3 Aarnisalo 17 | Reporte Pts Reb Asts Val             | Estadísticas 14 Leite 9 Diarisso 6 Leite 16 Jérome, Diarisso | Pabellón: Švyturio Arena Asistencia: 60 espectadores Árbitros: Silvia Marziali Blazo Begenisic Claudia Ferrara |  |

Jornada 2
| 30 de julio | Hungría                                             | 76–72                                 | Finlandia                                                   | Klaipėda |  |
| 13:00       | Parciales: 17-13, 16-18, 25-18, 18-23               | Parciales: 17-13, 16-18, 25-18, 18-23 | Parciales: 17-13, 16-18, 25-18, 18-23                       | |  |
|             | Estadísticas Sitku 22 Telegdy 10 Miklós 8 Miklos 17 | Reporte Pts Reb Asts Val              | Estadísticas 21 Sandvik 9 Ollilainen 4 Aarnisalo 27 Sandvik | Pabellón: Švyturio Arena Asistencia: 40 espectadores Árbitros: Cisil Güngör Anna Belousova Sandra Sánchez González |  |

| 30 de julio | Francia                                              | 83–36                               | Lituania                                                                | Klaipėda |  |
| 18:00       | Parciales: 19-9, 21-11, 21-10, 22-6                  | Parciales: 19-9, 21-11, 21-10, 22-6 | Parciales: 19-9, 21-11, 21-10, 22-6                                     | |  |
|             | Estadísticas Leite 19 Merceron 9 Debroise 5 Leite 19 | Reporte Pts Reb Asts Val            | Estadísticas 17 Zdanevičiūtė 7 Pernavaitė 3 Zdanevičiūtė 9 Zdanevičiūtė | Pabellón: Švyturio Arena Asistencia: 320 espectadores Árbitros: Ariadna Chueca Martin Van Hoye Ewa Matuszewska |  |

Jornada 3
| 1 de agosto | Francia                                           | 73–54                               | Hungría                                             | Klaipėda                                                                                                |  |
| 13:00       | Parciales: 23-8, 20-14, 8-20, 22-12               | Parciales: 23-8, 20-14, 8-20, 22-12 | Parciales: 23-8, 20-14, 8-20, 22-12                 | |  |
|             | Estadísticas Leite 18 Diarisso 6 Leite 4 Leite 20 | Reporte Pts Reb Asts Val            | Estadísticas 12 Sitku 7 Telegdy 4 Dúl, Rakita 9 Dúl | Pabellón: Švyturio Arena Asistencia: 63 espectadores Árbitros: Suzana Vujicic Ali Sakaci Anna Belousova |  |

| 1 de agosto | Lituania                                                                                               | 48–79                                 | Finlandia                                                               | Klaipėda |  |
| 18:00       | Parciales: 16-22, 10-21, 12-18, 10-18                                                                  | Parciales: 16-22, 10-21, 12-18, 10-18 | Parciales: 16-22, 10-21, 12-18, 10-18                                   | |  |
|             | Estadísticas Zdanevičiūtė 18 Urmulevičiūtė 8 Zdanevičiūtė, Pupkevičiūtė Urmulevičiūtė, Pupkevičiūtė 10 | Reporte Pts Reb Asts Val              | Estadísticas 16 Aarnisalo 8 Aarnisalo 4 Aarnisalo, Kanerva 22 Aarnisalo | Pabellón: Švyturio Arena Asistencia: 325 espectadores Árbitros: Silvia Marziali Blazo Begenisic Sandra Sánchez González |  |

### Grupo C
| Pos. | Equipo     | PJ | G | P | PF  | PC  | DP   | Pts |
| ---- | ---------- | -- | - | - | --- | --- | ---- | --- |
| 1    | España     | 3  | 3 | 0 | 253 | 139 | +114 | 6   |
| 2    | Polonia    | 3  | 1 | 2 | 186 | 225 | −39  | 4   |
| 3    | Montenegro | 3  | 1 | 2 | 161 | 202 | −41  | 4   |
| 4    | Suecia     | 3  | 1 | 2 | 167 | 201 | −34  | 4   |

 Fuente: FIBA
Notas:
1. 1 2 3  Polonia: 3 pts. (1–1), +7 DP; Montenegro: 3 pts. (1–1), +1 DP; Suecia: 3 pts. (1–1), -8 DP

Jornada 1
| 29 de julio | Suecia                                                     | 67–63                               | Polonia                                                      | Vilnius                                                                                                 |  |
| 13:00       | Parciales: 16–7, 25–21, 20–22, 6–13                        | Parciales: 16–7, 25–21, 20–22, 6–13 | Parciales: 16–7, 25–21, 20–22, 6–13                          | |  |
|             | Estadísticas Collins 18 Noyan 10 Eklov, Collins 3 Noyan 19 | Reporte Pts Reb Asts Val            | Estadísticas 15 Mielnicka 10 Kalenik 4 Mielnicka 12 Lebiecka | Pabellón: Jeep Arena Asistencia: 80 espectadores Árbitros: Sonia Teixeira Ivana Ivanovic Alija Ferevski |  |

| 29 de julio | Montenegro                                              | 38–80                               | España                                                | Vilnius                                                                                                |  |
| 15:30       | Parciales: 11–21, 10–17, 9–23, 8–19                     | Parciales: 11–21, 10–17, 9–23, 8–19 | Parciales: 11–21, 10–17, 9–23, 8–19                   | |  |
|             | Estadísticas Leković 12 Bigovic 9 Leković 3 Vukčević 13 | Reporte Pts Reb Asts Val            | Estadísticas 12 Soriano 10 Morro 8 Contell 20 Soriano | Pabellón: Jeep Arena Asistencia: 50 espectadores Árbitros: Amal Dahra Martin Kucirek Ievgenii Nagornyi |  |

Jornada 2
| 30 de julio | España                                               | 75–49                                | Suecia                                                             | Vilnius |  |
| 13:00       | Parciales: 15–14, 20–5, 17–18, 23–12                 | Parciales: 15–14, 20–5, 17–18, 23–12 | Parciales: 15–14, 20–5, 17–18, 23–12                               | |  |
|             | Estadísticas Morales 14 Morro 9 Rodríguez 5 Morro 20 | Reporte Pts Reb Asts Val             | Estadísticas 14 Collins 7 Johansson 5 Frankl Sandberg 15 Johansson | Pabellón: Jeep Arena Asistencia: 50 espectadores Árbitros: Martin Vulić Veronika Obertova Andžej Urbanovič |  |

| 30 de julio | Polonia                                                       | 71–60                                | Montenegro                                                      | Vilnius |  |
| 20:30       | Parciales: 20–17, 15–19, 15–16, 21–8                          | Parciales: 20–17, 15–19, 15–16, 21–8 | Parciales: 20–17, 15–19, 15–16, 21–8                            | |  |
|             | Estadísticas Piasecka 16 Wnorowska 9 Masłowska 4 Masłowska 17 | Reporte Pts Reb Asts Val             | Estadísticas 26 Leković 7 Bigovic, Bulajić 3 Leković 29 Leković | Pabellón: Jeep Arena Asistencia: 25 espectadores Árbitros: Gvidas Gedvilas Eirini Margarita Tsantali Balázs Mészáros |  |

Jornada 3
| 1 de agosto | Suecia                                                | 51–63                                | Montenegro                                                         | Vilnius                                                                                                |  |
| 18:00       | Parciales: 10–11, 9–20, 18–17, 14–15                  | Parciales: 10–11, 9–20, 18–17, 14–15 | Parciales: 10–11, 9–20, 18–17, 14–15                               | |  |
|             | Estadísticas Forss 13 Johansson 9 Sjökvist 5 Forss 14 | Reporte Pts Reb Asts Val             | Estadísticas 17 Ilic 7 Bigovic 3 Bulajić, Radević, Leković 16 Ilic | Pabellón: Jeep Arena Asistencia: 40 espectadores Árbitros: Amal Dahra Ievgenii Nagornyi Martin Kucirek |  |

| 1 de agosto | España                                                | 98–52                               | Polonia                                               | Vilnius |  |
| 20:30       | Parciales: 22–16, 24–7, 27–7, 25–22                   | Parciales: 22–16, 24–7, 27–7, 25–22 | Parciales: 22–16, 24–7, 27–7, 25–22                   | |  |
|             | Estadísticas Morales 17 Morro 11 Contell 5 Contell 19 | Reporte Pts Reb Asts Val            | Estadísticas 10 Batura 11 Batura 3 Piasecka 15 Batura | Pabellón: Jeep Arena Asistencia: 60 espectadores Árbitros: Sonia Teixeira Ivana Ivanovic Eirini Margarita Tsantali |  |

### Grupo D
| Pos. | Equipo  | PJ | G | P | PF  | PC  | DP  | Pts |
| ---- | ------- | -- | - | - | --- | --- | --- | --- |
| 1    | Letonia | 3  | 2 | 1 | 205 | 191 | +14 | 5   |
| 2    | Italia  | 3  | 2 | 1 | 216 | 198 | +18 | 5   |
| 3    | Turquía | 3  | 1 | 2 | 171 | 195 | −24 | 4   |
| 4    | Bélgica | 3  | 1 | 2 | 191 | 199 | −8  | 4   |

 Fuente: FIBA
Notas:
1. 1 2  Italia 69-76 Letonia
2. 1 2  Bélgica 57-61 Turquía

Jornada 1
| 29 de julio | Letonia                                                 | 62–66                                | Bélgica                                                                   | Vilnius |  |
| 18:00       | Parciales: 18–16, 20–12, 9–18, 15–20                    | Parciales: 18–16, 20–12, 9–18, 15–20 | Parciales: 18–16, 20–12, 9–18, 15–20                                      | |  |
|             | Estadísticas Tomašicka 16 Ozola 7 Vīksne 4 Tomašicka 13 | Reporte Pts Reb Asts Val             | Estadísticas 18 Bah, Claessens 11 Franquin 3 cuatro jugadoras 22 Franquin | Pabellón: Jeep Arena Asistencia: 45 espectadores Árbitros: Martin Vulić Eirini Margarita Tsantali Balázs Mészáros |  |

| 29 de julio | Turquía                                                   | 54–71                                 | Italia                                                            | Vilnius |  |
| 20:30       | Parciales: 10–19, 16–11, 15–15, 13–26                     | Parciales: 10–19, 16–11, 15–15, 13–26 | Parciales: 10–19, 16–11, 15–15, 13–26                             | |  |
|             | Estadísticas Gül 14 İstanbulluoğlu, Gül 7 Yılmaz 3 Gül 15 | Reporte Pts Reb Asts Val              | Estadísticas 21 M. Villa 7 M. Villa, Valli 4 M. Villa 27 M. Villa | Pabellón: Jeep Arena Asistencia: 45 espectadores Árbitros: Gvidas Gedvilas Veronika Obertova Andžej Urbanovič |  |

Jornada 2
| 30 de julio | Bélgica                                                                                    | 57–61                                | Turquía                                                        | Vilnius |  |
| 15:30       | Parciales: 20–14, 17–11, 8–14, 12–22                                                       | Parciales: 20–14, 17–11, 8–14, 12–22 | Parciales: 20–14, 17–11, 8–14, 12–22                           | |  |
|             | Estadísticas Claessens 21 Ndabukiye Radjabu, Franquin 6 Claessens, Cambioli 3 Claessens 17 | Reporte Pts Reb Asts Val             | Estadísticas 24 Sertoğlu 13 Gïl, Sertoğlu 3 Yılmaz 34 Sertoğlu | Pabellón: Jeep Arena Asistencia: 30 espectadores Árbitros: Sonia Teixeira Alija Ferevski Ievgenii Nagornyi |  |

| 30 de julio | Italia                                                   | 69–76                                 | Letonia                                       | Vilnius                                                                                             |  |
| 18:00       | Parciales: 19–22, 13–21, 19–20, 18–13                    | Parciales: 19–22, 13–21, 19–20, 18–13 | Parciales: 19–22, 13–21, 19–20, 18–13         | |  |
|             | Estadísticas M. Villa 20 Mbengue 9 M. Villa 4 Mbengue 21 | Reporte Pts Reb Asts Val              | Estadísticas 29 Jasa 11 Sila 8 Vīksne 31 Jasa | Pabellón: Jeep Arena Asistencia: 40 espectadores Árbitros: Amal Dahra Ivana Ivanovic Martin Kucirek |  |

Jornada 3
| 1 de agosto | Italia                                                     | 76–68                                 | Bélgica                                                              | Vilnius |  |
| 13:00       | Parciales: 22–11, 18–18, 14–15, 22–24                      | Parciales: 22–11, 18–18, 14–15, 22–24 | Parciales: 22–11, 18–18, 14–15, 22–24                                | |  |
|             | Estadísticas M. Villa 22 Cancelli 10 Allievi 6 M. Villa 21 | Reporte Pts Reb Asts Val              | Estadísticas 25 Franquin 10 Claessens 4 Claessens, Denys 29 Franquin | Pabellón: Jeep Arena Asistencia: 30 espectadores Árbitros: Gvidas Gedvilas Alija Ferevski Andžej Urbanovič |  |

| 1 de agosto | Letonia                                        | 67–56                                 | Turquía                                                  | Vilnius |  |
| 15:30       | Parciales: 14–13, 22–13, 13–19, 18–11          | Parciales: 14–13, 22–13, 13–19, 18–11 | Parciales: 14–13, 22–13, 13–19, 18–11                    | |  |
|             | Estadísticas Jasa 23 Leimane 7 Ozola 3 Jasa 22 | Reporte Pts Reb Asts Val              | Estadísticas 14 Sertoğlu 9 Gül, Sertoğlu 3 Yılmaz 13 Gül | Pabellón: Jeep Arena Asistencia: 100 espectadores Árbitros: Martin Vulić Veronika Obertova Balázs Mészáros |  |

## Cuadro final
Todos los horarios corresponden al huso horario local (hora de verano de Europa del Este – UTC+3).
|  | Octavos de final | Octavos de final | Octavos de final |         |              | Cuartos de final | Cuartos de final | Cuartos de final |  |        | Semifinales | Semifinales | Semifinales |        |              | Final        | Final        | Final       |  |
|  | 2 de agosto      | 2 de agosto      | 2 de agosto      |         |              | 4 de agosto      | 4 de agosto      | 4 de agosto      |  |        | 5 de agosto | 5 de agosto | 5 de agosto |        |              | 6 de agosto  | 6 de agosto  | 6 de agosto |  |
|  |                  |                  |                  |         |              |                  |                  |                  |  |        |             |             |             |        |              |              |              |             |  |
|  |                  |                  |                  |         |              |                  |                  |                  |  |        |             |             |             |        |              |              |              |             |  |
|  | A1               | Serbia           | 86               |         |              |                  |                  |                  |  |        |             |             |             |        |              |              |              |             |  |
|  | A1               | Serbia           | 86               |         |              |                  |                  |                  |  |        |             |             |             |        |              |              |              |             |  |
|  | B4               | Lituania         | 46               |         |              |                  |                  |                  |  |        |             |             |             |        |              |              |              |             |  |
|  | B4               | Lituania         | 46               |         | Serbia       | Serbia           | 70               |                  |  |        |             |             |             |        |              |              |              |             |  |
|  |                  |                  |                  |         | Serbia       | Serbia           | 70               |                  |  |        |             |             |             |        |              |              |              |             |  |
|  |                  |                  | Turquía          | Turquía | 46           |                  |                  |                  |  |        |             |             |             |        |              |              |              |             |  |
|  | C2               | Polonia          | Turquía          | Turquía | 46           | 63               |                  |                  |  |        |             |             |             |        |              |              |              |             |  |
|  | C2               | Polonia          |                  |         |              |                  |                  |                  |  |        |             |             |             |        |              |              |              |             |  |
|  | D3               | Turquía          | 70               |         |              |                  |                  |                  |  |        |             |             |             |        |              |              |              |             |  |
|  | D3               | Turquía          | 70               |         |              |                  |                  |                  |  | Serbia | Serbia      | 53          |             |        |              |              |              |             |  |
|  |                  |                  |                  |         |              |                  |                  |                  |  | Serbia | Serbia      | 53          |             |        |              |              |              |             |  |
|  |                  |                  | Letonia          | Letonia | 56           |                  |                  |                  |  |        |             |             |             |        |              |              |              |             |  |
|  | B2               | Hungría          | Letonia          | Letonia | 56           | 68               |                  |                  |  |        |             |             |             |        |              |              |              |             |  |
|  | B2               | Hungría          |                  |         |              |                  |                  |                  |  |        |             |             |             |        |              |              |              |             |  |
|  | A3               | Portugal         | 70               |         |              |                  |                  |                  |  |        |             |             |             |        |              |              |              |             |  |
|  | A3               | Portugal         | 70               |         | Portugal     | Portugal         | 49               |                  |  |        |             |             |             |        |              |              |              |             |  |
|  |                  |                  |                  |         | Portugal     | Portugal         | 49               |                  |  |        |             |             |             |        |              |              |              |             |  |
|  |                  |                  | Letonia          | Letonia | 58           |                  |                  |                  |  |        |             |             |             |        |              |              |              |             |  |
|  | D1               | Letonia          | Letonia          | Letonia | 58           | 81               |                  |                  |  |        |             |             |             |        |              |              |              |             |  |
|  | D1               | Letonia          |                  |         |              |                  |                  |                  |  |        |             |             |             |        |              |              |              |             |  |
|  | C4               | Suecia           | 72               |         |              |                  |                  |                  |  |        |             |             |             |        |              |              |              |             |  |
|  | C4               | Suecia           | 72               |         |              |                  |                  |                  |  |        |             |             |             |        | Letonia      | Letonia      | 59           |             |  |
|  |                  |                  |                  |         |              |                  |                  |                  |  |        |             |             |             |        | Letonia      | Letonia      | 59           |             |  |
|  |                  |                  | Francia          | Francia | 85           |                  |                  |                  |  |        |             |             |             |        |              |              |              |             |  |
|  | A2               | Israel           | Francia          | Francia | 85           | 63               |                  |                  |  |        |             |             |             |        |              |              |              |             |  |
|  | A2               | Israel           |                  |         |              |                  |                  |                  |  |        |             |             |             |        |              |              |              |             |  |
|  | B3               | Finlandia        | 53               |         |              |                  |                  |                  |  |        |             |             |             |        |              |              |              |             |  |
|  | B3               | Finlandia        | 53               |         | Israel       | Israel           | 52               |                  |  |        |             |             |             |        |              |              |              |             |  |
|  |                  |                  |                  |         | Israel       | Israel           | 52               |                  |  |        |             |             |             |        |              |              |              |             |  |
|  |                  |                  | España           | España  | 60           |                  |                  |                  |  |        |             |             |             |        |              |              |              |             |  |
|  | C1               | España           | España           | España  | 60           | 77               |                  |                  |  |        |             |             |             |        |              |              |              |             |  |
|  | C1               | España           |                  |         |              |                  |                  |                  |  |        |             |             |             |        |              |              |              |             |  |
|  | D4               | Bélgica          | 62               |         |              |                  |                  |                  |  |        |             |             |             |        |              |              |              |             |  |
|  | D4               | Bélgica          | 62               |         |              |                  |                  |                  |  | España | España      | 47          |             |        |              |              |              |             |  |
|  |                  |                  |                  |         |              |                  |                  |                  |  | España | España      | 47          |             |        |              |              |              |             |  |
|  |                  |                  | Francia          | Francia | 75           |                  |                  |                  |  |        |             |             |             |        |              |              |              |             |  |
|  | B1               | Francia          | Francia          | Francia | 75           | 100              |                  |                  |  |        |             |             |             |        |              |              |              |             |  |
|  | B1               | Francia          |                  |         |              |                  |                  |                  |  |        |             |             |             |        |              |              |              |             |  |
|  | A4               | República Checa  | 69               |         |              |                  |                  |                  |  |        |             |             |             |        |              |              |              |             |  |
|  | A4               | República Checa  | 69               |         | Francia (OT) | Francia (OT)     | 84               |                  |  |        |             |             |             |        | Tercer lugar | Tercer lugar | Tercer lugar |             |  |
|  |                  |                  |                  |         | Francia (OT) | Francia (OT)     | 84               |                  |  |        |             |             |             |        | Tercer lugar | Tercer lugar | Tercer lugar |             |  |
|  |                  |                  | Italia           | Italia  | 83           |                  |                  |                  |  |        |             |             |             |        |              |              |              |             |  |
|  | D2               | Italia           | Italia           | Italia  | 83           | 79               |                  |                  |  |        |             |             |             | Serbia | Serbia       | 36           |              |             |  |
|  | D2               | Italia           |                  |         |              |                  |                  |                  |  |        |             |             |             | Serbia | Serbia       | 36           |              |             |  |
|  | C3               | Montenegro       | 64               |         |              |                  |                  |                  |  |        |             |             |             |        |              | España       | España       | 94          |  |
|  | C3               | Montenegro       | 64               |         |              |                  |                  |                  |  |        |             |             |             |        |              | España       | España       | 94          |  |
|  |                  |                  |                  |         |              |                  |                  |                  |  |        |             |             |             |        |              |              |              |             |  |

### Octavos de final
| 2 de agosto | Hungría                                           | 68–70                                 | Portugal                                                                                        | Klaipėda                           |  |
| 13:00       | Parciales: 21-24, 21-12, 12-13, 14-21             | Parciales: 21-24, 21-12, 12-13, 14-21 | Parciales: 21-24, 21-12, 12-13, 14-21                                                           |                                    |  |
|             | Estadísticas Miklós 19 Sitku 6 Miklós 7 Laczkó 17 | Reporte Pts Reb Asts Val              | Estadísticas 11 Bettencourt, Rodrigues 7 Vieira, Furtado 7 Vieira 12 Vieira, Rodriguez, Furtado | Pabellón: Švyturio Arena Árbitros: |  |

| 2 de agosto | Italia                                                              | 79–64                                 | Montenegro                                                      | Vilnius                                                                                 |  |
| 13:00       | Parciales: 17-16, 19-13, 29-15, 14-20                               | Parciales: 17-16, 19-13, 29-15, 14-20 | Parciales: 17-16, 19-13, 29-15, 14-20                           |                                                                                         |  |
|             | Estadísticas Ronchi 21 M. Villa, Cancelli 10 M. Villa 7 M. Villa 24 | Reporte Pts Reb Asts Val              | Estadísticas 17 Leković 9 Bigovic 2 Leković 13 Bigovic, Bulajić | Pabellón: Jeep Arena Árbitros: Sonia Teixeira Balázs Mészáros Eirini Margarita Tsantali |  |

| 2 de agosto | Israel                                           | 63–53                                | Finlandia                                                  | Klaipėda                                                                          |  |
| 15:30       | Parciales: 13-25, 13-8, 26-10, 11-10             | Parciales: 13-25, 13-8, 26-10, 11-10 | Parciales: 13-25, 13-8, 26-10, 11-10                       |                                                                                   |  |
|             | Estadísticas Karsh 20 Karsh 11 Singer 8 Karsh 29 | Reporte Pts Reb Asts Val             | Estadísticas 14 Kanerva 9 Sandvik 4 Aarnisalo 13 Aarrejoki | Pabellón: Švyturio Arena Árbitros: Suzana Vujicic Blazo Begenisic Ewa Matuszewska |  |

| 2 de agosto | Letonia                                       | 81–72                                 | Suecia                                                  | Vilnius                                                                        |  |
| 15:30       | Parciales: 21-13, 22-23, 22-17, 16-19         | Parciales: 21-13, 22-23, 22-17, 16-19 | Parciales: 21-13, 22-23, 22-17, 16-19                   |                                                                                |  |
|             | Estadísticas Sila 23 Priede 12 Sila 6 Sila 28 | Reporte Pts Reb Asts Val              | Estadísticas 23 Sjökvist 9 Sjökvist 5 Eklöv 20 Sjökvist | Pabellón: Jeep Arena Árbitros: Gvidas Gedvilas Ivana Ivanovic Andžej Urbanovič |  |

| 2 de agosto | Serbia                                                                | 86–46                                | Lituania                                                                | Klaipėda                                                                          |  |
| 18:00       | Parciales: 30-14, 16-10, 16-9, 24-13                                  | Parciales: 30-14, 16-10, 16-9, 24-13 | Parciales: 30-14, 16-10, 16-9, 24-13                                    |                                                                                   |  |
|             | Estadísticas Spasovski 22 Spasovski 11 A. Matić, Rosic 5 Spasovski 29 | Reporte Pts Reb Asts Val             | Estadísticas 10 Zdanevičiūtė 7 Ratavičiūtė 3 Zdanevičiūtė 7 Ratavičiūtė | Pabellón: Švyturio Arena Árbitros: Silvia Marziali Martin van Hoye Anna Belousova |  |

| 2 de agosto | Polonia                                                                               | 63–70                                | Turquía                                                           | Vilnius                                                                    |  |
| 18:00       | Parciales: 15-15, 24-22, 9-16, 15-17                                                  | Parciales: 15-15, 24-22, 9-16, 15-17 | Parciales: 15-15, 24-22, 9-16, 15-17                              |                                                                            |  |
|             | Estadísticas Furman 22 Piasecka, Batura, Kalenik 6 Piasecka, Mielnicka 4 Masłowska 18 | Reporte Pts Reb Asts Val             | Estadísticas 17 Gül 9 İstanbulluoğlu 7 Sertoğlu 26 İstanbulluoğlu | Pabellón: Jeep Arena Árbitros: Amal Dahra Ievgenii Nagornyi Alija Ferevski |  |

| 2 de agosto | Francia                                                      | 100–69                                | República Checa                                                         | Klaipėda                                                                              |  |
| 20:30       | Parciales: 25-15, 33-14, 22-23, 20-17                        | Parciales: 25-15, 33-14, 22-23, 20-17 | Parciales: 25-15, 33-14, 22-23, 20-17                                   |                                                                                       |  |
|             | Estadísticas Leite 23 Merceron 6 Jérome, Debroise 7 Leite 30 | [ Reporte] Pts Reb Asts Val           | Estadísticas 23 Kadlecová 7 Hibalová 4 Hibalová, Hauserová 20 Kadlecová | Pabellón: Švyturio Arena Árbitros: Cisil Güngör Sandra Sánchez González Josip Mikulić |  |

| 2 de agosto | España                                                               | 77–62                                | Bélgica                                                      | Vilnius                                                                      |  |
| 20:30       | Parciales: 18-18, 21-19, 23-8, 15-17                                 | Parciales: 18-18, 21-19, 23-8, 15-17 | Parciales: 18-18, 21-19, 23-8, 15-17                         |                                                                              |  |
|             | Estadísticas Brito, Morales 13 Morro 7 Contell 9 Buenavida, Morro 15 | Reporte Pts Reb Asts Val             | Estadísticas 21 Franquin 9 Franquin 8 Claessens 24 Claessens | Pabellón: Jeep Arena Árbitros: Martin Vulić Veronika Obertova Martin Kucirek |  |

### Cuadro por el 9.º-16.º lugar
|  | Partido 13.er lugar | Partido 13.er lugar |                 |          | Semifinales 13.er-16.º | Semifinales 13.er-16.º |             |             | Cuartos de final 9.º-16.º | Cuartos de final 9.º-16.º |           |         | Semifinales 9.º-12.º | Semifinales 9.º-12.º |  |  | Partido 9.º. lugar | Partido 9.º. lugar |
|  |                     |                     |                 |          |                        |                        |             |             |                           |                           |           |         |                      |                      |  |  |                    |                    |
|  |                     |                     |                 |          |                        |                        |             |             | 4 de agosto               |                           |           |         |                      |                      |  |  |                    |                    |
|  |                     |                     |                 |          |                        |                        |             |             |                           |                           |           |         |                      |                      |  |  |                    |                    |
|  | 6 de agosto         | 6 de agosto         |                 |          | 5 de agosto            | 5 de agosto            |             |             | Lituania                  | 51                        |           |         | 5 de agosto          | 5 de agosto          |  |  | 6 de agosto        | 6 de agosto        |
|  | 6 de agosto         | 6 de agosto         |                 |          | 5 de agosto            | 5 de agosto            |             |             | Lituania                  | 51                        |           |         | 5 de agosto          | 5 de agosto          |  |  | 6 de agosto        | 6 de agosto        |
|  | 6 de agosto         | 6 de agosto         |                 |          | 5 de agosto            | 5 de agosto            | Polonia     | 66          |                           |                           |           |         | 5 de agosto          | 5 de agosto          |  |  | 6 de agosto        | 6 de agosto        |
|  | 6 de agosto         | 6 de agosto         |                 | Lituania | 60                     |                        | Polonia     | 66          |                           |                           |           | Polonia | 60                   |                      |  |  | 6 de agosto        | 6 de agosto        |
|  | 6 de agosto         | 6 de agosto         | 4 de agosto     | Lituania | 60                     |                        |             |             |                           |                           |           | Polonia | 60                   |                      |  |  | 6 de agosto        | 6 de agosto        |
|  | 6 de agosto         | 6 de agosto         |                 |          | Suecia                 | 72                     |             |             | Hungría                   | 73                        |           |         |                      |                      |  |  | 6 de agosto        | 6 de agosto        |
|  | 6 de agosto         | 6 de agosto         | Hungría         | 67       | Suecia                 | 72                     |             |             | Hungría                   | 73                        |           |         |                      |                      |  |  | 6 de agosto        | 6 de agosto        |
|  | 6 de agosto         | 6 de agosto         | Hungría         | 67       |                        |                        |             |             |                           |                           |           |         |                      |                      |  |  | 6 de agosto        | 6 de agosto        |
|  | 6 de agosto         | 6 de agosto         |                 |          | Suecia                 | 59                     |             |             |                           |                           |           |         |                      |                      |  |  | 6 de agosto        | 6 de agosto        |
|  | Suecia              | 83                  |                 |          | Suecia                 | 59                     | Hungría     | 68          |                           |                           |           |         |                      |                      |  |  |                    |                    |
|  | Suecia              | 83                  | 4 de agosto     |          |                        |                        | Hungría     | 68          |                           |                           |           |         |                      |                      |  |  |                    |                    |
|  | República Checa     | 71                  |                 |          | Finlandia              | 71                     |             |             |                           |                           |           |         |                      |                      |  |  |                    |                    |
|  | República Checa     | 71                  | Finlandia       | 66       | Finlandia              | 71                     |             |             |                           |                           |           |         |                      |                      |  |  |                    |                    |
|  |                     |                     | Finlandia       | 66       | 5 de agosto            | 5 de agosto            | 5 de agosto | 5 de agosto |                           |                           |           |         |                      |                      |  |  |                    |                    |
|  |                     |                     | Bélgica         | 60       | 5 de agosto            | 5 de agosto            | 5 de agosto | 5 de agosto |                           |                           |           |         |                      |                      |  |  |                    |                    |
|  | Partido 15.º lugar  | Partido 15.º lugar  | Bélgica         | 60       | Bélgica                | 53                     |             |             |                           |                           | Finlandia | 65      | Partido 11.º lugar   | Partido 11.º lugar   |  |  |                    |                    |
|  | Partido 15.º lugar  | Partido 15.º lugar  | 4 de agosto     |          | Bélgica                | 53                     |             |             |                           |                           | Finlandia | 65      | Partido 11.º lugar   | Partido 11.º lugar   |  |  |                    |                    |
|  | 6 de agosto         | 6 de agosto         |                 |          | República Checa        | 70                     |             |             | Montenegro                | 48                        |           |         | 6 de agosto          | 6 de agosto          |  |  |                    |                    |
|  | Lituania            | 59                  | República Checa | 69       | República Checa        | 70                     | Polonia     | 86          | Montenegro                | 48                        |           |         |                      |                      |  |  |                    |                    |
|  | Lituania            | 59                  | República Checa | 69       |                        |                        | Polonia     | 86          |                           |                           |           |         |                      |                      |  |  |                    |                    |
|  | Bélgica             | 67                  |                 |          | Montenegro             | 78                     |             |             | Montenegro                | 63                        |           |         |                      |                      |  |  |                    |                    |

#### Cuartos de final del 9º–16º lugar
| 4 de agosto | Lituania                                                                  | 51–66                                | Polonia                                                       | Vilnius                                                                        |  |
| 13:00       | Parciales: 11-19, 9-15, 16-20, 15-12                                      | Parciales: 11-19, 9-15, 16-20, 15-12 | Parciales: 11-19, 9-15, 16-20, 15-12                          |                                                                                |  |
|             | Estadísticas Zdanevičiūtė 19 Ratavičiūtė 11 Zdanevičiūtė 4 Ratavičiūtė 14 | Reporte Pts Reb Asts Val             | Estadísticas 15 Wnorowska 8 Wnorowska 7 Piasecka 19 Wnorowska | Pabellón: Jeep Arena Árbitros: Ievgenii Nagornyi Anna Belousova Martin Kucirek |  |

| 4 de agosto | Hungría                                          | 67–59                                | Suecia                                                       | Vilnius                        |  |
| 15:30       | Parciales: 8-12, 18-18, 19-10, 22-19             | Parciales: 8-12, 18-18, 19-10, 22-19 | Parciales: 8-12, 18-18, 19-10, 22-19                         |                                |  |
|             | Estadísticas Sitku 24 Miklós 8 Miklós 7 Sitku 29 | Reporte Pts Reb Asts Val             | Estadísticas 15 Sjökvist 10 Johansson 3 Sjökvist 14 Sjökvist | Pabellón: Jeep Arena Árbitros: |  |

| 4 de agosto | Finlandia                                            | 66–60                                | Bélgica                                                  | Vilnius                                                                                |  |
| 18:00       | Parciales: 19-19, 19-17, 13-18, 15-6                 | Parciales: 19-19, 19-17, 13-18, 15-6 | Parciales: 19-19, 19-17, 13-18, 15-6                     |                                                                                        |  |
|             | Estadísticas Ollilainen 17 Syla 11 Kanerva 5 Syla 18 | Reporte Pts Reb Asts Val             | Estadísticas 18 Claessens 7 Claessens 3 Bah 18 Claessens | Pabellón: Jeep Arena Árbitros: Gvidas Gedvilas Blazo Begenisic Sandra Sánchez González |  |

| 4 de agosto | República Checa                                              | 69–78                                 | Montenegro                                             | Vilnius                                                                             |  |
| 20:30       | Parciales: 19-15, 17-17, 19-18, 14-28                        | Parciales: 19-15, 17-17, 19-18, 14-28 | Parciales: 19-15, 17-17, 19-18, 14-28                  |                                                                                     |  |
|             | Estadísticas Kadlecová 24 Vydrová 9 Kubíčková 4 18 Kadlecová | Reporte Pts Reb Asts Val              | Estadísticas 30 Leković 10 Bigovic 5 Baosić 14 Leković | Pabellón: Jeep Arena Árbitros: Ali Sakaci Claudia Ferrara Eirini Margarita Tsantali |  |

#### Semifinales del 13º–16º lugar
| 5 de agosto | Lituania                                                                             | 60–72                                 | Suecia                                                    | Vilnius                                                                  |  |
| 13:00       | Parciales: 15-19, 18-24, 14-17, 13-12                                                | Parciales: 15-19, 18-24, 14-17, 13-12 | Parciales: 15-19, 18-24, 14-17, 13-12                     |                                                                          |  |
|             | Estadísticas Zdanevičiūtė 19 Ratavičiūtė 9 Zdanevičiūtė, Pernavaitė 3 Ratavičiūtė 16 | Reporte Pts Reb Asts Val              | Estadísticas 22 Collins 8 Johansson 5 Sjökvist 19 Collins | Pabellón: Jeep Arena Árbitros: Ali Sakaci Ivana Ivanovic Claudia Ferrara |  |

| 5 de agosto | Bélgica                                                             | 53–70                                | República Checa                                                 | Vilnius                                                                        |  |
| 15:30       | Parciales: 16-21, 13-11, 7-24, 17-14                                | Parciales: 16-21, 13-11, 7-24, 17-14 | Parciales: 16-21, 13-11, 7-24, 17-14                            |                                                                                |  |
|             | Estadísticas Vindevogel 11 Bah, Claessens 5 Claessens 4 Claessens 9 | Reporte Pts Reb Asts Val             | Estadísticas 24 Kadlecová 11 Svatoňová 5 Svatoňová 23 Kadlecová | Pabellón: Jeep Arena Árbitros: Alija Ferevski Anna Belousova Ievgenii Nagornyi |  |

#### Semifinales del 9º–12º lugar
| 5 de agosto | Polonia                                                            | 60–73                                 | Hungría                                                                   | Vilnius                                                                                  |  |
| 18:00       | Parciales: 10-20, 20-16, 19-17, 11-20                              | Parciales: 10-20, 20-16, 19-17, 11-20 | Parciales: 10-20, 20-16, 19-17, 11-20                                     |                                                                                          |  |
|             | Estadísticas Furman 11 Kalenik 9 Mielnicka, Wnorowska 3 Kalenik 17 | Reporte Pts Reb Asts Val              | Estadísticas 15 Sitku 5 Miklós, Telegdy 4 Miklós, Rakita 13 Sitku, Miklós | Pabellón: Jeep Arena Árbitros: Gvidas Gedvilas Eirini Margarita Tsantali Blazo Begenisic |  |

| 5 de agosto | Finlandia                                                              | 65–48                               | Montenegro                                                                    | Vilnius                                                                               |  |
| 20:30       | Parciales: 9-14, 20-2, 26-12, 10-20                                    | Parciales: 9-14, 20-2, 26-12, 10-20 | Parciales: 9-14, 20-2, 26-12, 10-20                                           |                                                                                       |  |
|             | Estadísticas Ollilainen 12 Ollilainen 8 Aarnisalo, Sandvik 3 Erlund 15 | Reporte Pts Reb Asts Val            | Estadísticas 10 Bigovic, Baosić, Scepanovic 9 Bigovic 3 Scepanovic 23 Bigovic | Pabellón: Jeep Arena Árbitros: Sandra Sánchez González Martin van Hoye Martin Kucirek |  |

#### Partido por el 15º lugar
| 6 de agosto | Lituania                                                              | 59–67                                | Bélgica                                                   | Vilnius                                                                               |  |
| 11:30       | Parciales: 23-20, 14-11, 9-22, 13-14                                  | Parciales: 23-20, 14-11, 9-22, 13-14 | Parciales: 23-20, 14-11, 9-22, 13-14                      |                                                                                       |  |
|             | Estadísticas Pernavaitė 17 Ratavičiūtė 8 Zdanevičiūtė 3 Pernavaitė 14 | Reporte Pts Reb Asts Val             | Estadísticas 22 Desplenter 7 Cambioli 6 Bah 23 Desplenter | Pabellón: Jeep Arena Árbitros: Sandra Sánchez González Blazo Begenisic Anna Belousova |  |

#### Partido por el 13º lugar
| 6 de agosto | Suecia                                                                     | 83–71                                 | República Checa                                              | Vilnius                                                                          |  |
| 19:00       | Parciales: 24-17, 23-21, 17-16, 19-17                                      | Parciales: 24-17, 23-21, 17-16, 19-17 | Parciales: 24-17, 23-21, 17-16, 19-17                        |                                                                                  |  |
|             | Estadísticas Collins 27 Emma Johansson 13 Sjökvist 4 Collins, Johansson 26 | Reporte Pts Reb Asts Val              | Estadísticas 15 Kadlecová 9 Ceralová 5 Svatoňová 14 Ceralová | Pabellón: Jeep Arena Árbitros: Gvidas Gedvilas Martin van Hoye Ievgenii Nagornyi |  |

#### Partido por el 11º lugar
| 6 de agosto | Polonia                                             | 86–63                                | Montenegro                                                | Vilnius                                                                      |  |
| 14:00       | Parciales: 15-21, 25-9, 27-10, 19-23                | Parciales: 15-21, 25-9, 27-10, 19-23 | Parciales: 15-21, 25-9, 27-10, 19-23                      |                                                                              |  |
|             | Estadísticas Batura 22 Batura 15 Batura 4 Batura 31 | Reporte Pts Reb Asts Val             | Estadísticas 25 Ilic 6 Vukčević 5 Radević, Baosić 25 Ilic | Pabellón: Jeep Arena Árbitros: Claudia Ferrara Ivana Ivanovic Martin Kucirek |  |

#### Partido por el 9º lugar
| 6 de agosto | Hungría                                            | 68–71                                 | Finlandia                                                                               | Vilnius                                                                            |  |
| 16:30       | Parciales: 11-17, 15-20, 21-15, 21-19              | Parciales: 11-17, 15-20, 21-15, 21-19 | Parciales: 11-17, 15-20, 21-15, 21-19                                                   |                                                                                    |  |
|             | Estadísticas Miklós 19 Miklós 6 Miklós 9 Miklós 26 | Reporte Pts Reb Asts Val              | Estadísticas 13 Ollilainen, Kanerva, Aarrejoki 10 Ollilainen 7 Ollilainen 23 Ollilainen | Pabellón: Jeep Arena Árbitros: Ali Sakaci Alija Ferevski Eirini Margarita Tsantali |  |

### Cuadro por el 5º-8º lugar
|  | Semifinales 5º-8º | Semifinales 5º-8º |        |          | Partido 5º lugar | Partido 5º lugar |  |
|  | 5 de agosto       | 5 de agosto       |        |          | 6 de agosto      | 6 de agosto      |  |
|  |                   |                   |        |          |                  |                  |  |
|  |                   |                   |        |          |                  |                  |  |
|  | Turquía           | 54                |        |          |                  |                  |  |
|  | Turquía           | 54                |        |          |                  |                  |  |
|  | Portugal          | 63                |        |          |                  |                  |  |
|  | Portugal          | 63                |        | Portugal | 64               |                  |  |
|  |                   |                   |        | Portugal | 64               |                  |  |
|  |                   |                   | Italia | 75       |                  |                  |  |
|  | Israel            | 68                | Italia | 75       |                  |                  |  |
|  | Israel            | 68                |        |          |                  |                  |  |
|  | Italia            | 92                |        |          | Partido 7º lugar | Partido 7º lugar |  |
|  | Italia            | 92                |        |          | Partido 7º lugar | Partido 7º lugar |  |
|  |                   |                   |        |          |                  |                  |  |
|  |                   |                   |        |          | Turquía          | 57               |  |
|  |                   |                   |        |          | Turquía          | 57               |  |
|  |                   |                   |        |          | Israel           | 81               |  |
|  |                   |                   |        |          | Israel           | 81               |  |
|  |                   |                   |        |          |                  |                  |  |

#### Semifinales del 5º–8º lugar
| 5 de agosto | Israel                                                            | 68–92                                 | Italia                                                         | Klaipėda                                                                        |  |
| 13:00       | Parciales: 16-26, 25-19, 16-29, 11-18                             | Parciales: 16-26, 25-19, 16-29, 11-18 | Parciales: 16-26, 25-19, 16-29, 11-18                          |                                                                                 |  |
|             | Estadísticas Dahan Sujic 18 Dahan Sujic 8 Singer 6 Dahan Sujic 20 | Reporte Pts Reb Asts Val              | Estadísticas 21 Blasigh 6 Allievi, Valli 4 M. Villa 27 Blasigh | Pabellón: Švyturio Arena Árbitros: Amal Dahra Veronika Obertova Balázs Mészáros |  |

| 5 de agosto | Turquía                                    | 54–63                                | Polonia                                                  | Klaipėda                                                                        |  |
| 15:30       | Parciales: 14-15, 4-17, 14-16, 22-15       | Parciales: 14-15, 4-17, 14-16, 22-15 | Parciales: 14-15, 4-17, 14-16, 22-15                     |                                                                                 |  |
|             | Estadísticas Gül 16 Gül 16 Yılmaz 3 Gül 24 | Reporte Pts Reb Asts Val             | Estadísticas 13 Bettencourt 9 Furtado 6 Vieira 14 Vieira | Pabellón: Švyturio Arena Árbitros: Ariadna Chueca Josip Mikulić Ewa Matuszewska |  |

#### Partido por el 7º lugar
| 6 de agosto | Turquía                                                          | 57–81                                 | Israel                                                           | Klaipėda                                                                        |  |
| 13:00       | Parciales: 13-13, 19-23, 14-25, 11-20                            | Parciales: 13-13, 19-23, 14-25, 11-20 | Parciales: 13-13, 19-23, 14-25, 11-20                            |                                                                                 |  |
|             | Estadísticas Şeren, Yılmaz 13 Kaplan 6 Torgut 3 Şeren, Yılmaz 10 | Reporte Pts Reb Asts Val              | Estadísticas 18 Rinat 8 Dahan Sujic 7 Dahan Sujic 21 Dahan Sujic | Pabellón: Švyturio Arena Árbitros: Sonia Teixeira Josip Mikulić Balázs Mészáros |  |

#### Partido por el 5º lugar
| 6 de agosto | Portugal                                                                 | 64–75                                | Italia                                                            | Klaipėda                                                                           |  |
| 15:30       | Parciales: 14-18, 6-23, 21-15, 23-19                                     | Parciales: 14-18, 6-23, 21-15, 23-19 | Parciales: 14-18, 6-23, 21-15, 23-19                              |                                                                                    |  |
|             | Estadísticas Barreto 13 Rodrigues 6 Vieira, Barreto, Roseiro 2 Vieira 12 | Reporte Pts Reb Asts Val             | Estadísticas 18 Ronchi 9 Cancelli 4 M. Villa, Allievi 18 Cancelli | Pabellón: Švyturio Arena Árbitros: Suzana Vujicic Andžej Urbanovič Ewa Matuszewska |  |

### Fase final

#### Cuartos de final
| 4 de agosto | Francia                                               | (OT) 84–83                                        | Italia                                                     | Klaipėda                                                                       |  |
| 13:00       | Parciales: 25-17, 13-19, 19-18, 18-21 (T.E.: 9-8)     | Parciales: 25-17, 13-19, 19-18, 18-21 (T.E.: 9-8) | Parciales: 25-17, 13-19, 19-18, 18-21 (T.E.: 9-8)          |                                                                                |  |
|             | Estadísticas Leite 28 Diarisso 17 Leite 6 Diarisso 27 | Reporte Pts Reb Asts Val                          | Estadísticas 25 M. Villa 9 M. Villa 6 M. Villa 35 M. Villa | Pabellón: Švyturio Arena Árbitros: Martin Vulic Sonia Teixeira Ewa Matuszewska |  |

| 4 de agosto | Israel                                                   | 52–60                                | España                                                     | Klaipėda                                                                     |  |
| 15:30       | Parciales: 11-17, 15-10, 19-21, 7-12                     | Parciales: 11-17, 15-10, 19-21, 7-12 | Parciales: 11-17, 15-10, 19-21, 7-12                       |                                                                              |  |
|             | Estadísticas Dahan Sujic 15 Karsh 6 Singer 6 Ettinger 11 | Reporte Pts Reb Asts Val             | Estadísticas 10 Rodríguez 9 Brito 5 Rodríguez 18 Rodríguez | Pabellón: Švyturio Arena Árbitros: Cisil Güngör Suzana Vujicic Josip Mikulić |  |

| 4 de agosto | Serbia                                               | 70–46                                | Turquía                                                   | Klaipėda                                                                           |  |
| 18:00       | Parciales: 23-13, 12-15, 16-11, 19-7                 | Parciales: 23-13, 12-15, 16-11, 19-7 | Parciales: 23-13, 12-15, 16-11, 19-7                      |                                                                                    |  |
|             | Estadísticas Rosic 23 Knežević 8 A. Matić 5 Rosic 16 | Reporte Pts Reb Asts Val             | Estadísticas 13 Sertoğlu 12 Torgut 4 Sertoğlu 15 Sertoğlu | Pabellón: Švyturio Arena Árbitros: Ariadna Chueca Silvia Marziali Andžej Urbanovič |  |

| 4 de agosto | Portugal                                                    | 49–58                                 | Letonia                                       | Klaipėda                                                                        |  |
| 20:30       | Parciales: 11-20, 13-13, 13-10, 12-15                       | Parciales: 11-20, 13-13, 13-10, 12-15 | Parciales: 11-20, 13-13, 13-10, 12-15         |                                                                                 |  |
|             | Estadísticas Barreto 13 Falcão, Azulay 8 Vieira 7 Vieira 15 | Reporte Pts Reb Asts Val              | Estadísticas 18 Jasa 11 Sila 4 Vīksne 16 Jasa | Pabellón: Švyturio Arena Árbitros: Amal Dahra Veronika Obertova Balázs Mészáros |  |

#### Semifinales
| 6 de agosto | España                                                          | 47–75                                | Francia                                                      | Klaipėda                                                                     |  |
| 18:00       | Parciales: 4-15, 19-20, 11-15, 13-25                            | Parciales: 4-15, 19-20, 11-15, 13-25 | Parciales: 4-15, 19-20, 11-15, 13-25                         |                                                                              |  |
|             | Estadísticas Sánchez 14 Brito 6 Soriano, Buenavida 3 Sánchez 13 | Reporte Pts Reb Asts Val             | Estadísticas 15 Roumy 9 Diarisso 3 cuatro jugadoras 17 Roumy | Pabellón: Švyturio Arena Árbitros: Martin Vulic Silvia Marziali Cisil Güngör |  |

| 6 de agosto | Serbia                                                                         | 53–56                               | Letonia                                        | Klaipėda                                                                          |  |
| 20:30       | Parciales: 26-13, 8-15, 13-15, 6-13                                            | Parciales: 26-13, 8-15, 13-15, 6-13 | Parciales: 26-13, 8-15, 13-15, 6-13            |                                                                                   |  |
|             | Estadísticas Rosic 14 Marojević 10 A. Matić, Spasovski, Ćulibrk 2 Marojević 16 | Reporte Pts Reb Asts Val            | Estadísticas 19 Jasa 7 Vīksne 6 Vīksne 14 Jasa | Pabellón: Švyturio Arena Árbitros: Sonia Teixeira Suzana Vujicic Andžej Urbanovič |  |

#### Partido por la medalla de bronce
| 6 de agosto | Serbia                                               | 36–94                              | España                                                | Klaipėda                                                                     |  |
| 18:00       | Parciales: 13-27, 7-22, 7-26, 9-19                   | Parciales: 13-27, 7-22, 7-26, 9-19 | Parciales: 13-27, 7-22, 7-26, 9-19                    |                                                                              |  |
|             | Estadísticas Zečević 9 Marcetic 9 Rosic 4 Knežević 4 | Reporte Pts Reb Asts Val           | Estadísticas 21 Alarcón 11 Morro 7 Soriano 27 Alarcón | Pabellón: Švyturio Arena Árbitros: Martin Vulic Amal Dahra Veronika Obertova |  |

#### Final
| 6 de agosto | Letonia                                             | 59–85                                 | Francia                                                           | Klaipėda                                                                       |  |
| 20:30       | Parciales: 11-29, 13-18, 19-18, 16-20               | Parciales: 11-29, 13-18, 19-18, 16-20 | Parciales: 11-29, 13-18, 19-18, 16-20                             |                                                                                |  |
|             | Estadísticas Jasa, Sila 17 Ozola 5 Vīksne 8 Sila 16 | Reporte Pts Reb Asts Val              | Estadísticas 20 Leite 7 Merceron, Diarisso 7 Debroise 25 Debroise | Pabellón: Švyturio Arena Árbitros: Ariadna Chueca Silvia Marziali Cisil Güngör |  |

| Bandera de Francia         |
| Campeón Francia 4.° título |

## Medallero
| Letonia | Francia | España |
| Vanesa Jasa Nikola Priede Marta Leimane Katrīna Ozola Luize Sila Enija Vīksne Katrina Kalnina Enija Kivite Krista Lukasevica Raina Tomasicka Liva Linina Franciska Treiliha | Sara Roumy Oumou Diarisso Inès Debroise Louise Préneau Célia Rivière Rosanne Le Seyec Ilona Hattab Nina Ouedraogo-Seilly Ines Salahy Axelle Merceron Carla Leite Lucile Jérome | Gisela Sánchez Marta Morales Nhug Bosch Claudia Soriano Txell Alarcón Elena Buenavida Elena Rodríguez Claudia Contell Elba Garfella Inés Santibáñez Noa Morro Carla Brito |

## Clasificación final
– Desciende a la División B. 
| Pos.              | Equipo          | Pts | G-P | PF  | PC  | Dif. |
| ----------------- | --------------- | --- | --- | --- | --- | ---- |
| Medalla de oro    | Francia         | 14  | 7–0 | 579 | 403 | +176 |
| Medalla de plata  | Letonia         | 12  | 5–2 | 459 | 450 | +9   |
| Medalla de bronce | España          | 13  | 6–1 | 531 | 364 | +167 |
| 4º                | Serbia          | 11  | 4–3 | 456 | 464 | -8   |
| 5º                | Italia          | 12  | 5–2 | 545 | 478 | +67  |
| 6º                | Portugal        | 10  | 3–4 | 462 | 481 | -19  |
| 7º                | Israel          | 11  | 4–3 | 489 | 482 | +7   |
| 8º                | Turquía         | 9   | 2–5 | 398 | 472 | -74  |
| 9º                | Finlandia       | 11  | 4–3 | 461 | 442 | +19  |
| 10º               | Hungría         | 11  | 4–3 | 478 | 439 | +39  |
| 11º               | Polonia         | 10  | 3–4 | 461 | 482 | -21  |
| 12º               | Montenegro      | 9   | 2–5 | 414 | 501 | -87  |
| 13º               | Suecia          | 10  | 3–4 | 453 | 480 | -27  |
| 14º               | República Checa | 9   | 2–5 | 513 | 532 | -19  |
| 15º               | Bélgica         | 9   | 2–5 | 433 | 471 | -38  |
| 16º               | Lituania        | 7   | 0–7 | 334 | 525 | -191 |

### Premios
| Quinteto ideal                                                |
| ------------------------------------------------------------- |
| Carla Leite Vanesa Jasa Noa Morro Dunja Zečević Matilde Villa |
| MVP: Carla Leite                                              |